# 新城常三
新城 常三（しんじょう つねぞう、1911年4月21日 - 1996年8月6日）は、日本の歴史学者。日本中世の交通史を専門とした。

## 経歴
福島県若松市生まれ。1933年に水戸高等学校卒業。1936年に東京帝国大学国史学科卒業。同期に奥田眞啓らがいる。同史料編纂所員を経て、1949年に北海道大学助教授、同大学教授を経て、1959年に九州大学教授、1976年定年。同年、成城大学教授、1982年退職。
1961年、「社寺参詣の社会経済史的研究」により、東京大学から文学博士の学位を授与される。1983年、『新稿社寺参詣の社会経済史的研究』で角川源義賞受賞。没後従四位勲四等旭日小綬章。

## 著書
- 『戦国時代の交通』畝傍書房 1943
- 『ぼくらの交通』東京堂 1949
- 『社寺と交通 熊野詣でと伊勢参り』至文堂(日本歴史新書)1960
- 『社寺参詣の社会経済史的研究』塙書房 1964 『新稿社寺参詣の社会経済史的研究』1982.5
- 『鎌倉時代の交通』吉川弘文館(日本歴史叢書)1967
- 『庶民と旅の歴史』日本放送出版協会(NHKブックス)1971
- 『中世水運史の研究』塙書房 1994.10